# Hilton Diagonal Mar Barcelona
Hilton Diagonal Mar Barcelona es un rascacielos que alberga el hotel Hilton Diagonal Mar en Barcelona, España. Acabado en 2004, tiene 25 pisos y una altura de 85 metros. El edificio, obra del arquitecto español Óscar Tusquets, fue promovido por la filial inmobiliaria de Iberdrola y se encuentra situado en la confluencia de las calles García Faria y paseo del Taulat, número 262-264, en el barrio barcelonés de Diagonal Mar. La gestión del hotel es responsabilidad de la multinacional estadounidense Hilton Hotels. 

## Historia
En marzo de 2017, la filial inmobiliaria de Iberdrola lo puso en venta, con un precio estimado de salida superior a los 150 millones de euros.

## Curiosidad
En Barcelona existe otro Hotel Hilton, construido en 1990, en Avenida Diagonal 589.